# Whiskey Hangover
"Whiskey Hangover" é o primeiro single da banda de heavy metal Godsmack em quase três anos desde o lançamento do último single do grupo, "Good Times, Bad Times", em 2007.

## Download digital
O single foi disponibilizado através do iTunes e Amazon em 30 de junho, além de estar disponível no site oficial da banda para ouvir.

## Posições nasparadas
Single - Billboard (América do Norte)
| Ano  | Parada                     | Posição | Semanas presente na parada |
| ---- | -------------------------- | ------- | -------------------------- |
| 2009 | Hot Mainstream Rock Tracks | 4       | 5                          |
| 2009 | Modern Rock Tracks         | 22      | 4                          |
| 2009 | Bubbling Under Hot 100     | 2       | 2                          |
| 2009 | Heatseekers Songs          | 16      | 2                          |